# 嗜二氧化碳菌

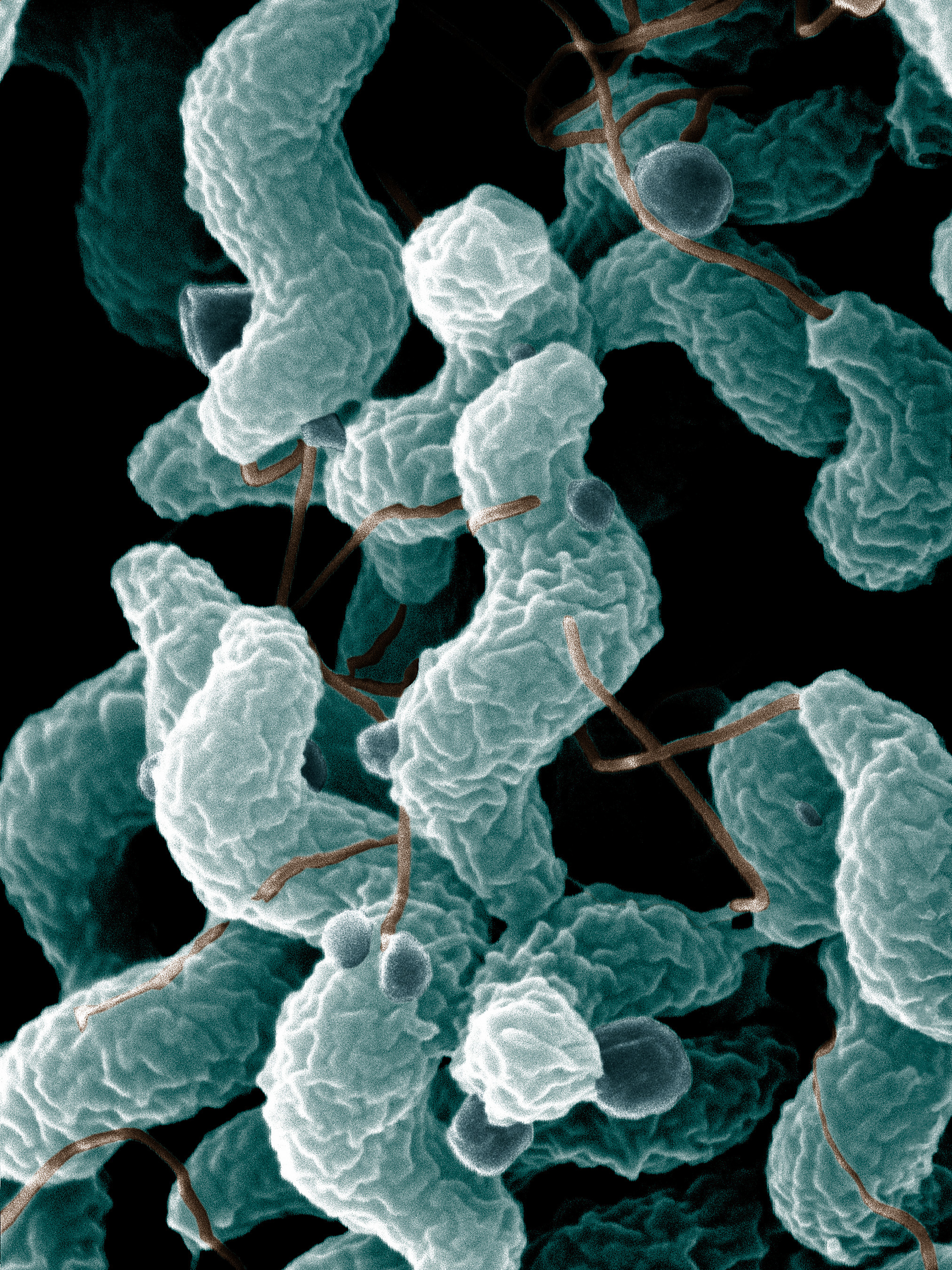
弯曲杆菌（Campylobacter）就是一種噬二氧化碳菌，它同時也是微需氧微生物。

嗜二氧化碳菌（英語：Capnophiles）是一類適合在高濃度二氧化碳下生存的微生物。「嗜二氧化碳菌」只是一個對這類生物進行大致描述的術語，對其所描述生物的分類和進化關係的建立贡献并不明显。
對于一部分嗜二氧化碳菌而言，二氧化碳是其代謝過程中不可或缺的物質，但高二氧化碳濃度的環境对于其它嗜二氧化碳菌而言仅有助于其爭奪資源而已。
不同的嗜二氧化碳對氧氣的耐受力（或利用能力）不同，而這一能力對它們能否在相關環境下存活至關重要。如屬於嗜二氧化碳菌的弯曲杆菌（Campylobacter）因其也屬於能在低氧氣濃度下存活（氧含量非常低的環境除外）的微需氧微生物，故適合在高二氧化碳和低氧濃度環境中生存，所以容易被识别。嗜二氧化碳菌在正常大氣中無法存活（在地球大氣中二氧化碳的含量為0.04%，而氧氣的含量為21%，大約是二氧化碳的500倍），它們常常通過無氧呼吸或發酵產生能量。
2004年，科學家發現一种名为「曼氏產琥珀酸菌」（Mannheimia succiniciproducens）的嗜二氧化碳菌有一套涉及固碳的特別代謝系統。曼氏產琥珀酸菌可以讓二氧化碳與其體內磷酸烯醇丙酮酸（醣酵解的終產物）上的三碳主链結合，並生成四碳化合物草酰乙酸（一種三羧酸循環（檸檬酸循環）的中間產物）。雖然曼氏產琥珀酸菌能夠生成三羧酸循環的大部分中間產物，但它卻不能進行能產生大量能量的電子傳遞鏈上的最後一步，即氧化磷酸化。

## 致病性
目前有至少兩種嗜二氧化碳菌會導致人體發病。其一是會導致人體腸道功能紊亂的弯曲杆菌（Campylobacter）。其二是可寄生於人口腔中、可導致少年性牙周炎的凝聚杆菌属（Aggregatibacter）的細菌，如伴放线凝聚杆菌（Aggregatibacter actinomycetemcomitans）。
不過，部分嗜二氧化碳菌同樣參與了一些反芻動物體內正常菌羣的構成。其中，在牛的瘤胃中大量存在的曼氏產琥珀酸菌因其獨特的生化特徵和溫和的特點而可能具有一定商業價值。